# Jean-Gilles Delcour
Jean-Gilles Delcour (1632 – Liegi, 1695) è stato un pittore fiammingo.

## Biografia

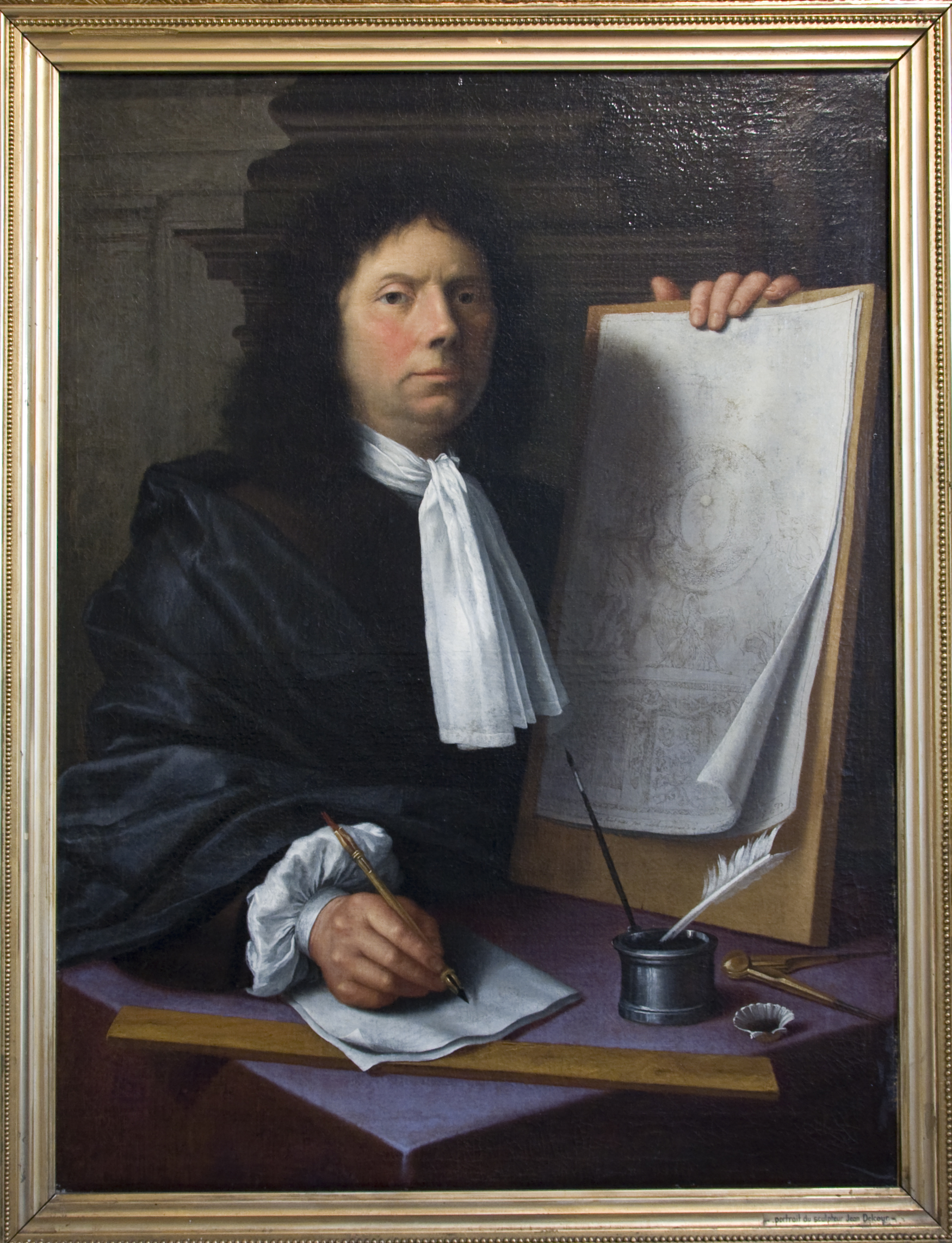
Ritratto del fratello Jean.

Dipinse soprattutto soggetti religiosi. Fu studente di Geraert Douffet, in seguito andò a Roma dove studiò sotto Andrea Sacchi e Carlo Maratta. Fece dei dipinti sulle opere più celebri di Raffaello, che si trovano presso il museo di Liegi. Morì a Liegi nel 1695.
| Controllo di autorità | VIAF (EN) 95961334 · ISNI (EN) 0000 0000 8007 7470 · Europeana agent/base/42485 · ULAN (EN) 500042865 · BNF (FR) cb16211514v (data) |